# Luc Van den Brande
Luc Constant Hélène Van den Brande (Malines, 13 ottobre 1945) è un politico belga, membro dei Cristiano-Democratici e Fiamminghi, già Ministro dell'occupazione e del lavoro dal 9 maggio 1988 al 20 gennaio 1992, è stato Ministro presidente delle Fiandre dal 21 febbraio 1992 al 13 luglio 1999.

## Biografia
Luc Van den Brande ha conseguito un dottorato di diritto presso la Katholieke Universiteit Leuven, dove ha anche ricevuto una laurea di notaio. Dal 1970 al 1988 ha lavorato come avvocato presso la Corte di Malines. È sposato con Maria Baelus, ha tre figli e sei nipoti.

## Carriera politica
È membro del Senato belga.

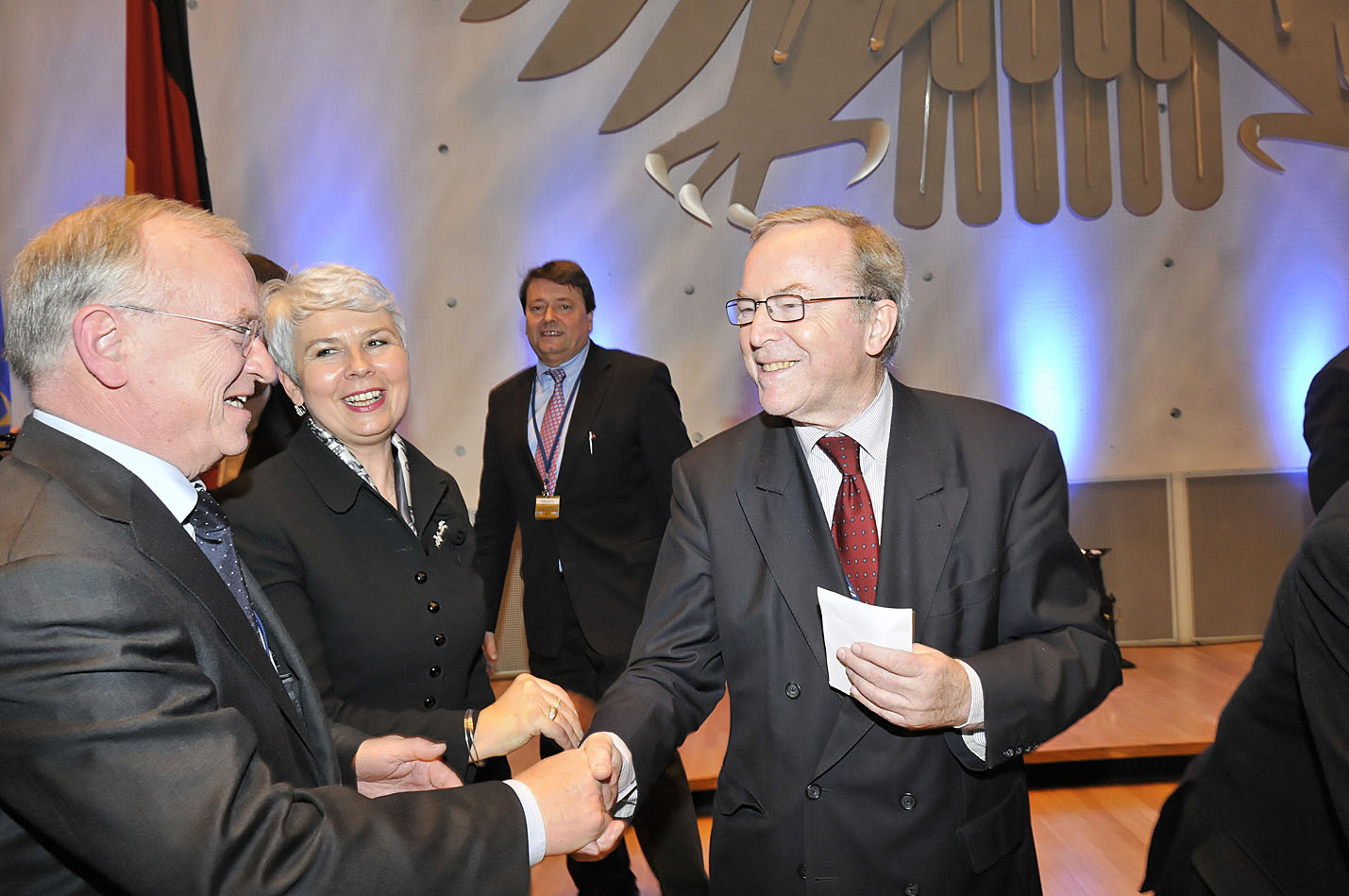
Luc Van den Brande accanto a Jadranka Kosor stringe la mano a Wilfried Martens al Congresso PPE a Bonn nel 2009

Dal febbraio 2008 Van den Brande è stato presidente del Comitato delle regioni. È membro del comitato dal 1994 e vicepresidente dal 1994 al 1998 e dal 2000 al 2002. Negli anni dal 2006 al 2008 è stato primo vicepresidente. È stato anche capo della delegazione belga dal 2000 al 2006.
È stato premiato con il Kaiser-Maximilian-Preis nel 2000 per i suoi contributi ad un'Europa delle Regioni.

## Visione
Van den Brande è uno dei sostenitori dell'indipendenza fiamminga. In quanto tale, è nel gruppo Boetfort ed è padre del pensiero confederale del CD&V.